# Venezuelski znakovni jezik
Venezuelski znakovni jezik (Lengua de señas venezolana (LSV); ISO 639-3: vsl), znakovni jezik gluhih osoba Venezuele. Točan broj korisnika nije poznat, a populacija gluhih u Venezueli iznosi preko 1 200 000 na 26 726 000 stanovnika. Postoje tri institucije za gluhe, a škole za gluhe rade od 1930.-tih godina

## Vanjske poveznice
- Ethnologue (14th)
- Ethnologue (15th)